# Clementina Díaz y de Ovando
Clementina Díaz y de Ovando (* 7. November 1916 in Laredo, Texas; † 18. Februar 2012) war eine mexikanische Autorin und Akademikerin, die sich hauptsächlich mit der Kunst und Architektur Neuspaniens beschäftigte.

## Leben
Sie studierte Philosophie und Geisteswissenschaften an der Universidad Nacional Autónoma de México (Lizenziat, 1939, Master, 1959, Doktorin, 1965).

## Ehrungen
- Investigadora Emérita, UNAM, 1983.
- Premio Universidad Nacional, 1988.
- Miembro de la Junta de Gobierno de la UNAM, 1976–1986
- Consejera de la Comisión Nacional de Derechos Humanos, 1993.
- Cronista de la Universidad Nacional Autónoma de México, 1994.
- Presea Miguel Othón de Mendizábal, Instituto Nacional de Antropología e Historia, 1994.

## Werke
- El Colegio Mexicano de San Pedro y San Pablo (1951)
- Obras completas de Juan Díaz Covarrubias (1959)
- La Escuela Nacional Preparatoria. Los afanes y los días (1972)
- Vicente Riva Palacio. Antología (1976)
- La Ciudad Universitaria. Reseña histórica 1929–1955 (1979)
- Odontología y publicidad en la prensa mexicana del siglo XIX (1982)
- Crónica de una quimera. Una inversión norteamericana en 1879 (1989)
- La postura de México frente al patrimonio arqueológico nacional (1990)